# Rafael Orozco, el ídolo
Rafael Orozco, el ídolo es una serie de televisión colombiana producida por Caracol Televisión. Está basada en algunos momentos de la vida del fallecido cantante de vallenato, Rafael Orozco Maestre. Está protagonizada por Alejandro Palacio y Taliana Vargas, junto a las participaciones antagónicas de Maritza Rodríguez y Mario Espitia.

## Sinopsis
Rafael Orozco o "Rafa", como lo llamaban en confianza, estaba destinado a ser de esas personas que nunca se olvidan. Desde muy joven tuvo un talento especial para la música vallenata, pero además poseía un encanto que lo hacía irresistible a las mujeres. Pero Clara Cabello era diferente a todas las demás, por eso, desde el primer día en que la conoció, quedó hechizado con su sonrisa, sus palabras y su mirada. Y aunque muchos se iban a interponer en el camino para poder conquistar su corazón, él sabía que ese amor haría inmortales sus canciones, por lo que no tenía la menor duda de que ella estaría por siempre a su lado en su camino al éxito.
Pero la noche del 11 de junio de 1992, su romántica voz fue silenciada para siempre. Nueve balazos fueron necesarios para terminar con la vida de ese hombre que emocionó al mundo a través de sus inolvidables canciones. ¿Por qué lo mataron?, ¿quién lo mató? Esta es la pregunta que todos se hacen.

## Producción
La telenovela fue grabada en Barranquilla, Bogotá, Valledupar, Baranoa, Bucaramanga y Villanueva. Fue protagonizada por el cantante Alejandro Palacio como Rafael Orozco y la exvirreina universal Taliana Vargas como Clara Cabello, quien fue la compañera sentimental del cantante; de igual manera contó con la participación de los actores Mario Espitia, como el perverso Teto Tello, Sarah Mintz, Andrés Villa, Alberto Pujol, Víctor Navarro y, en su debut, Rafael Santos Díaz como Diomedes Díaz (su padre en la vida real).
Rafael Orozco, el ídolo recreó a través de una historia ficticia la vida, obra y muerte de Rafael Orozco. Los personajes y situaciones fueron creaciones de los libretistas con fines de entretenimiento. Algunas escenas y nombres son reales.

## Reparto
- Alejandro Palacio[7] - Rafael Orozco Maestre
- Taliana Vargas - Clara Elena Cabello Sarmiento[8]
- Sarah Mintz[9] - Martha Mónica Camargo - María Angélica Navarro (en la vida real)
- Mario Espitia - Ernesto "Teto" Tello - José Reinaldo Fiallo Jácome "Nano" (en la vida real)
- Ángela Vergara - Mariela de Cabello
- Alberto Pujol - Jacinto Cabello
- Sergio Borrero - Mario
- Myriam de Lourdes - Cristina Maestre de Orozco
- Rafael Camerano - Rafael Orozco Fernández
- Gabriela Ávila - Betty Cabello
- Martín Armenta - Jeremías Orozco
- Camila Zárate - Luisa
- Peter Cárdenas - Misael Orozco
- Camilo Carvajal - Julián Orozco
- María Teresa Carrasco - Myriam Cabello
- Freddy Flórez - Hernán Murgas
- Cristina García - Ninfa Murgas
- Rafael Ricardo - Compai Chipuco
- Víctor Navarro - Luciano Poveda
- Éibar Gutiérrez - Egidio Oviedo - Emilio Oviedo (en la vida real)
- Rafael Santos Díaz - Dionisio Maestre - Diomedes Díaz (su padre en la vida real)
- Aco Pérez - Daniel Parodi - Virgilio Antonio Barrera Contreras (en la vida real)
- Mauricio Castillo - Bassist
- Rosalba Goenaga -  Doña Nena
- Carlos Andrés Villa - Salvador Aguirre “Gallo Aguirre” - Israel Romero (en la vida real)
- Alejandro López - Alfredo Olózuaga - Armando Benedetti (en la vida real)
- Eduardo Chavarro - El juez Villazón
- Alberto Borja[10] - Jefe de Mariela
- Mauricio Cújar - Chepe Pinto
- Kleiron Romero - Fino - Marcos Orozco (en la vida real)
- Luis Fernando Bohórquez - Alvaro Arango Gerente artístico de Colrecords - Codiscos (en la vida real)
- Laura Londoño - Silvia Duque
- Jairo Camargo - Dr. Duque
- Juan Pablo Posada - Alberto Santamaría
- Liliana Escobar  - La profe Doni
- José Sedek - Roberto Mancini
- Felipe Galofre - Jaime Camargo Jr. "Gomoso" - Jorge Navarro Ogliastri (en la vida real)
- Félix Antequera - Jaime Camargo - Jorge Navarro (en la vida real)
- Héctor Alfonso Rojas
- Carlos Vergara Montiel - Fabio Lopera - Fabio Poveda Márquez (en la vida real)
- Xilena Aycardi - Luz Marina Ruiz (en la vida real)
- María Laura Quintero - Valerie Camargo
- Rita Bendek - Carlota
- Heriberto Sandoval - Jorge Barón
- Daniela Tapia - Chila
- María Lara - Choli
- Martha Isabel Bolaños - Vivian “La Vecina”
- Luis Fernando Múnera - Alfonso López Michelsen
- Liesel Potdevin - La Generala "La Cacica"
- Ismael Barrios - McKay
- Caterin Escobar - Coraima Ruiz
- George Slebi - Sergio
- Orlando Valenzuela - "Quique Sierra"
- Luis Fernando Montoya - Abogado Soto
- Adriana Bottina - Adriana "La copetona"
- Tim Jassen - Gringo
- Luigi Aycardi - Julio Martelo
- Paolo Ragone - Reginaldo Breakheart[11]- Julio Comezaña (en la vida real)
- Antonio Di Conza - Dr. Edgardo Pupo
- Fernanda Calderón - Dra Esperanza Gomez
- María Celeste Salazar - Sobrina
- Gastón Velandia - Sacerdote
- David Cantor - Jota Mario
- Zair Montes  -  Paty
- Andrea Otalvaro  - Nidia
- Carlos Velázquez - Abogado Rebolledo
- Andrea Ribelles - Olga
- Hada Vanessa - Rita
- Amira Sarquís -  Enfermera
- Andrea Velásquez  - Natalia

## Premios y nominaciones

### Premios India Catalina
| Edición                                           | Categoría                                       | Nominado                            | Resultado | Ref.          |
| ------------------------------------------------- | ----------------------------------------------- | ----------------------------------- | --------- | ------------- |
| XXIX Premios India Catalina 23 de febrero de 2013 | Mejor telenovela                                | Mejor telenovela                    | Ganadora  | [ 12 ] [ 13 ] |
| XXIX Premios India Catalina 23 de febrero de 2013 | Mejor actor protagónico de telenovela           | Alejandro Palacio                   | Nominado  | [ 12 ] [ 13 ] |
| XXIX Premios India Catalina 23 de febrero de 2013 | Mejor actriz protagónica de telenovela          | Taliana Vargas                      | Nominada  | [ 12 ] [ 13 ] |
| XXIX Premios India Catalina 23 de febrero de 2013 | Mejor actor antagónico                          | Mario Espitia                       | Nominado  | [ 12 ] [ 13 ] |
| XXIX Premios India Catalina 23 de febrero de 2013 | Mejor actriz antagónica                         | Laura Londoño                       | Nominada  | [ 12 ] [ 13 ] |
| XXIX Premios India Catalina 23 de febrero de 2013 | Actor o actriz revelación del año               | Rafael Santos                       | Nominado  | [ 12 ] [ 13 ] |
| XXIX Premios India Catalina 23 de febrero de 2013 | Mejor director de telenovela                    | Andrés Marroquín, Unai Amuchastegui | Ganadores | [ 12 ] [ 13 ] |
| XXIX Premios India Catalina 23 de febrero de 2013 | Mejor banda sonora de telenovela                | Carlos Agüera                       | Ganador   | [ 12 ] [ 13 ] |
| XXIX Premios India Catalina 23 de febrero de 2013 | Mejor edición de telenovela                     | Jairo Hernán Franco                 | Nominado  | [ 12 ] [ 13 ] |
| XXIX Premios India Catalina 23 de febrero de 2013 | Mejor arte de telenovela                        | Diego Guarnizo, Germán Lizarralde   | Ganadores | [ 12 ] [ 13 ] |
| XXIX Premios India Catalina 23 de febrero de 2013 | Mejor fotografía de telenovela                  | Juan Carlos Morelo, Diego Forero    | Ganadores | [ 12 ] [ 13 ] |
| XXIX Premios India Catalina 23 de febrero de 2013 | Mejor historia y libreto original de telenovela | Arleth Castillo                     | Ganador   | [ 12 ] [ 13 ] |

### Premios TVyNovelas
| Edición                                                | Categoría                                                | Nominado                            | Resultado | Ref.          |
| ------------------------------------------------------ | -------------------------------------------------------- | ----------------------------------- | --------- | ------------- |
| XXII Premios TVyNovelas (Colombia) 13 de abril de 2013 | Telenovela favorita                                      | Telenovela favorita                 | Ganadora  | [ 14 ] [ 15 ] |
| XXII Premios TVyNovelas (Colombia) 13 de abril de 2013 | Actriz protagónica de telenovela favorita                | Taliana Vargas                      | Ganadora  | [ 14 ] [ 15 ] |
| XXII Premios TVyNovelas (Colombia) 13 de abril de 2013 | Actor protagónico de telenovela favorito                 | Alejandro Palacio                   | Ganador   | [ 14 ] [ 15 ] |
| XXII Premios TVyNovelas (Colombia) 13 de abril de 2013 | Actor antagónico de telenovela favorito                  | Mario Espitia                       | Ganador   | [ 14 ] [ 15 ] |
| XXII Premios TVyNovelas (Colombia) 13 de abril de 2013 | Actriz de reparto de telenovela favorita                 | Myriam de Lourdes                   | Nominada  | [ 14 ] [ 15 ] |
| XXII Premios TVyNovelas (Colombia) 13 de abril de 2013 | Actor de reparto de telenovela favorita                  | Alberto Pujol                       | Nominado  | [ 14 ] [ 15 ] |
| XXII Premios TVyNovelas (Colombia) 13 de abril de 2013 | Actriz o actor revelación de telenovela o serie favorito | Gabriela Ávila                      | Nominada  | [ 14 ] [ 15 ] |
| XXII Premios TVyNovelas (Colombia) 13 de abril de 2013 | Actriz o actor revelación de telenovela o serie favorito | Rafael Santos Díaz                  | Nominado  | [ 14 ] [ 15 ] |
| XXII Premios TVyNovelas (Colombia) 13 de abril de 2013 | Director de telenovela o serie favorito                  | Andrés Marroquín, Unai Amuchástegui | Ganadores | [ 14 ] [ 15 ] |
| XXII Premios TVyNovelas (Colombia) 13 de abril de 2013 | Libretista de telenovela o serie favorito                | Arleth Castillo                     | Nominado  | [ 14 ] [ 15 ] |

### Premios Clic Caracol
| Año  | Categoría           | Nominado                                  | Resultado |
| ---- | ------------------- | ----------------------------------------- | --------- |
| 2013 | Mejor Actriz        | Taliana Vargas                            | Nominado  |
| 2013 | Mejor Actor         | Alejandro Palacio                         | Nominado  |
| 2013 | Mejor Pelea         | Rafa pelea con Teto Tello                 | Nominado  |
| 2013 | Mejor Exclusivo Web | Detalles del accidente de Rafael y Silvia | Nominado  |
| 2013 | Mejor Beso          | Beso de Clara y Rafa                      | Nominado  |

## Emisión en otros países
Venevisión Lunes a viernes 20:00 (2014)